# 메그 & 디아
메그 & 디아(Meg & Dia)는 미국의 밴드이다.